# Jordi Roura i Llauradó
Jordi Roura i Llauradó (Barcelona, 3 de septiembre de 1948) es un músico, locutor de radio y musicólogo español.

## Trayectoria profesional en la radio
Jordi Roura ha trabajado más de cincuenta años en la profesión de radiofonista. Se inicia en la radio en 1967 con el primer programa folk en Radio Juventud: Folk Festival, posteriormente pasa a Radio España de Barcelona con un programa llamado Folk. Trabajó durante más de 25 años en Ràdio 4 de Radio Nacional de España, casi 4 años en Catalunya Ràdio, también en COM Ràdio, así como en emisoras privadas como Radio España Cadena Catalana, en Radio Popular de Mallorca, entre otras.
En 2000 recibió el Premio Òmnium de Comunicación por su programa Música sense fronteres en Ràdio 4 por su estímulo a la creatividad en la diversidad musical.
Desde 2009 y durante diez años presentó el programa Club Trébol en Ràdio 4, dando a conocer la biografía y obra de grandes artistas que actuaron en Barcelona de los años 30 a los años 70, basado en el trabajo "Noms Propis-Músics Catalans del segle XX" de Jordi Roura consultable en la Mediateca de l'Escola Superior de Música de Catalunya (ESMUC), muy destacable su labor como documentalista musical. Igualmente y también durante una década presenta el programa Tradicionàrius en Ràdio 4, abriendo una ventana a la música folk.
- 1967 “Folk festival” en Radio Juventud de Barcelona
- 1969 “Folk” en Radio España de Barcelona
- 1970 “De pap a pup pasando por pop” Radio Popular de Mallorca
- 1975 “Nero, nero nas” Producción de Discos Edigsa para diversas emisoras de Cataluña y las Baleares
- 1976-1978 “Tics i tocs” Radio Reloj-Cadena Catalana
- 1977-1983  “Mainada” en Ràdio 4
- 1978-1982  “Ona i ratlla”/ Catalunya 80/ La Ràdio de Vidre Producció de Serveis de Cultura Popular para diversas emisoras de Cataluña y las Baleares
- 1978 Creació de l’emissora “lliure” La Campana de Gràcia
- 1984-1985  “Digui digui” Producció para Política Lingüística de la Generalitat de Cataluña
- 1984-1985 “La gralla” Ràdio 1 y Ràdio 4 RNE-Cataluña
- 1986 “Dígame” BBC Londres
- 1985-1989 “Balades i cançons” Ràdio 1 t Ràdio 4 RNE-Cataluña
- 1989-2002 “Música sense fronteres” Ràdio 4
- 1990-1993 “L'ollada” Radio France Roussillon
- 1992 “Noves músiques” en Ràdio Pica (amb pseudònim)
- 2002-2005 “Un món de músiques”/”Noms propis-Músics catalans del segle XX” en Catalunya Música
- 2006 “Noms propis-Músics catalans del segle XX” de COM Ràdio
- 2008-2009 “Tradicionàrius a Ràdio 4”/”Club Trébol” de Ràdio 4
- 2009-2011 “Noms Propis-Músics catalans del segle XX” COM Ràdio (en los tres meses de verano)
- 2011-2021 “Tradicionàrius a Ràdio 4”/”Club Trébol” en Ràdio 4
- 2011-2021 “El Gripau Blau” en Ràdio Estel

## Trayectoria como músico
Como músico Jordi Roura es instrumentista de acordeón diatónico y guitarra, entre otros. Fue integrante del coro de la escuela La Salle Josepets de Barcelona desde los dieciséis años y ya en 1966 participa en la creación del colectivo de canción en lengua catalana L'Esquella con Rafael Subirachs, Miquel Cors, Pere Tàpias, Josep Maria Adell, Ramon Teixidor, entre otros. En 1967-68 formó parte del Grup de Folk de Barcelona. En 1969 fue integrante del grupo de espectáculos La Baldufa que el mismo año genera el grupo de música folk Els Baldufes.
Desde 1971 a 1997 participó como integrante del grupo de animación infantil Ara va de bo, con el que grabó diversos discos, y con el que realizó una labor de búsqueda y difusión del repertorio popular catalán. Igualmente participó en diversos grupos de música folk: en 1971 con Cataifa-4 de Vilanova i la Geltrú dedicado igualmente a música folk de todo el mundo, entre 1974 y 1976 en La Corranda, con música tradicional catalana. Entre 1979 y 1989 en Tercet Treset del barrio de Gràcia de Barcelona, formación dedicada al "baile folk" con un repertorio compuesto por melodías encontradas en investigación de campo en el Pirineo catalán
Entre 1986 y 1987 participó en Ludicball, música de baile de tercera edad con tecnología e instrumentos tradicionales catalanes; en 1992 en Ball de Toia, grupo de "baile folk" con arreglos modernos; en 1993 en Radiokuatre, grupo de "baile folk" con fusión de sonoridades de cobla, jazz, rock y folk; finalmente y desde 1997 participó en el grupo Radiokuartet, en 2002 deja Radiokuartet, aunque participa en el disco de 2009.
Mención especial merece su labor como musicólogo, investigando la música tradicional y popular catalana, obras y autores y difundiendo esos conocimientos en programas musicales de radio durante décadas de labor profesional como radiofonista.

## Discografía[5][6]
- 1968 "Folk-Dos"  Grup de Folk de Barcelona
- 1969 "El bon Deu empipat" - EP  Els Baldufes
- 1972 "Cavallet de cartró" - Ara va de bo
- 1972 "Jocs i ritmes"-1 - Jordi Roura, Víctor Amman i Xavier Batllés
- 1972 "Jocs i ritmes"-2 - Jordi Roura, Víctor Amman i Xavier Batllés
- 1972 "Jocs i ritmes"-3  - Jordi Roura, Víctor Amman i Xavier Batllés
- 1972 "Danses d'animació" - Jordi Roura, Víctor Amman i Xavier Batllés
- 1973 "Pere Poma" - Ara va de bo
- 1974 "El gripau blau" - Ara va de bo
- 1975 "Cançons populars catalanes" - La Corranda
- 1975 "Xiula Maula" - Ara va de bo
- 1976 "Nero, nero, nas" - Ara va de bo
- 1976 "Cançons populars catalanes-2" - La Corranda
- 1977 "Ara va de rock" - Ara va de bo
- 1980 "Danses" - Ara va de bo
- 1981 "Música per ballar" - Tercet Treset
- 1983 "Sapristi" - Ara va de bo
- 1984 "Danses d'animació" - Tercet Treset
- 1986 "Bèsties petites, bèsties grosses" - Ara va de bo
- 1989 2on. Tradicionàrius  - Tercet Treset
- 1991 "Vell-pop-rap i rock" - Ara va de bo
- 1993 5è. Tradicionàrius - Ball de Toia
- 1993 "Geografia musical" - Ara va de bo
- 1994 6è. Tradicionàrius - Radiokuatr
- 1994 "Fum de Celtas" - Radiokuatre
- 1996 "Recull 1971-1996" - Ara va de bo
- 1996 "Cançons de calaix" - Ara va de bo
- 1996 8è. Tradicionàrius - Radiokuatre
- 1997 "Contes amb cançó" - Ara va de bo
- 1997 9è. Tradicionàrius - Radiokuatre
- 1998 “El Tabalet”-Ara va de bo
- 1998 10è.Tradicionàrius-Radiokuartet
- 1998 "Sintonitzeu..." - Radiokuartet
- 1999 "Tradicionàrius 99" - Radiokuartet
- 2001 "Contes, cançons,jocs, danses i romanços..." - Ara va de bo
- 2004 "Un món de cançons" - Ara va de bo
- 2007 "El drac que treia fum pel nas" - Ara va de bo
- 2009 "Balleu...?" - Radiokuartet
- 2020 "Les sessions d'El Gripau Blau a Ràdio Estel(2011-2020)"- Ara va de bo[7]

## Premios
- Premio Ondas 1979 al programa "Mainada" de Ràdio 4.
- Mejor programa de música latina-Sala Apolo 1994 para "Música Sense Fronteres"
- Altaveu 95 (1995) a la trayectoria de Jordi Roura en música y radio.
- Premio Omnium 2000 de radio a "Música Sense Fronteres".
- Orden al Mérito Cultural del gobierno de Polonia 2004 a Jordi Roura por la promoción de la música polaca.
- Mención de calidad 2020 Premios Ràdio Associació de Catalunya a Ara va de bo por el programa "El Gripau Blau" en Ràdio Estel.